# Liste der Monuments historiques in Eysines
Die Liste der Monuments historiques in Eysines führt die Monuments historiques in der französischen Gemeinde Eysines auf.

## Liste der Bauwerke
| Bezeichnung                  | Beschreibung              | Standort | Kennzeichnung | Schutzstatus | Datum | Bild           |
| ---------------------------- | ------------------------- | -------- | ------------- | ------------ | ----- | -------------- |
| Taubenturm Château Lescombes | Erbaut im 17. Jahrhundert | (Lage)   | PA00083908    | Inscrit      | 1992  | weitere Bilder |
| Maison Guiraud               | Erbaut im 14. Jahrhundert | (Lage)   | PA00083544    | Inscrit      | 1988  |                |